# Sogno di san Giuseppe (Antonio del Castillo)
Sogno di san Giuseppe è un dipinto del pittore spagnolo Antonio del Castillo y Saavedra realizzato circa nel 1650 e conservato nel Museo de Bellas Artes di Cordova, in Spagna.

## Storia
Secondo Antonio Palomino, apprendista del pittore, la tela faceva parte di una serie di quattro che a quel tempo erano nella casa del ragioniere della Cattedrale di Granada. In dipinto nel 2008 è stato acquisito insieme ad un'altri della stessa serie il Sacrificio di Isacco dal Museo di belle arti di Cordova dove sono conservati. 

## Descrizione
L'opera rappresenta una scena biblica del Nuovo Testamento narrata nel Vangelo di Matteo in cui un angelo appare in sogno a San Giuseppe di Nazaret per annunciare che il figlio di Maria è il frutto dello Spirito Santo.